# Sankt Veit an der Gölsen
Sankt Veit an der Gölsen è un comune austriaco di 3 926 abitanti nel distretto di Lilienfeld, in Bassa Austria, del quale è il centro più popoloso; ha lo status di comune mercato (Marktgemeinde).

## Geografia
Le comuni catastali sono Außer-Wiesenbach, Inner-Wiesenbach, Kerschenbach, Kropfsdorf, Maierhöfen, Obergegend, Pfenningbach, Rainfeld, Schwarzenbach an der Gölsen, St. Veit an der Gölsen, Steinwandleiten, Traisenort, Wiesenfeld e Wobach.